# Équipe du Danemark de rugby à XV
L'équipe du Danemark de rugby à XV rassemble les meilleurs joueurs de rugby à XV du Danemark. Elle est membre de Rugby Europe et évolue en Conférence 2 (poule nord) du Championnat Européen des Nations.

## Palmarès
- Coupe du monde : jamais qualifié.
- Championnat d'Europe :
  - 2009-2010 : 3e de Division 3B
  - 2011-2012 : 2e de Division 2C
  - 2013-2014 : 4e de Division 2B
  - 2015-2016 : 5e de Division 2C
  - 2017 : 2e de Conférence 2 (nord)